# Aneura vincentina
Aneura vincentina là một loài rêu trong họ Aneuraceae. Loài này được Steph. mô tả khoa học đầu tiên năm 1917.